# Brachymyrmex melensis
Brachymyrmex melensis är en myrart som beskrevs av Zolessi, Abenante och Gonzalez 1978. Brachymyrmex melensis ingår i släktet Brachymyrmex och familjen myror. Inga underarter finns listade.